# Ejido Santiago
Ejido Santiago är en ort i Mexiko, tillhörande kommunen Tepotzotlán i delstaten Mexiko. Ejido Santiago ligger i den centrala delen av landet och tillhör Mexico Citys storstadsområde. Orten hade 501 invånare vid folkräkningen 2010.